# Edenticosa edentula
Edenticosa edentula là một loài nhện trong họ Lycosidae. Chúng được Eugène Simon miêu tả năm 1910 và được tìm thấy ở đảo Bioko.